# Lichte (Neuhaus am Rennweg)
Lichte – dzielnica miasta Neuhaus am Rennweg w Niemczech, w kraju związkowym Turyngia, w powiecie Sonneberg. Do 31 grudnia 2018 jako samodzielna gmina była siedzibą wspólnoty administracyjnej Lichtetal am Rennsteig w powiecie Saalfeld-Rudolstadt.